# Brachystephanus glaberrimus
Brachystephanus glaberrimus là một loài thực vật có hoa trong họ Ô rô. Loài này được Champl. mô tả khoa học đầu tiên năm 1997.